# Stowarzyszenie Badaczy Pisma Świętego
Stowarzyszenie Badaczy Pisma Świętego – polska grupa wyznaniowa wywodząca się z ruchu Badaczy Pisma Świętego, powstała na skutek wewnętrznych podziałów wśród Badaczy, po śmierci Charlesa Taze Russella (1852–1916). Stowarzyszenie Badaczy Pisma Świętego wyłoniło się w 1935 roku ze zborów Świeckiego Ruchu Misyjnego „Epifania”. Było ono związane z Dawn Bible Students Association, które powstało w Stanach Zjednoczonych w latach 1928–1932. W 2021 roku Stowarzyszenie Badaczy Pisma Świętego liczyło w Polsce 200 członków, w tym 33 usługujących, skupionych w 15 zborach.

## Historia ruchu

### Tło historyczne
Działalność Badaczy Pisma Świętego na ziemiach polskich została zarejestrowana 20 maja 1913 roku na podstawie reskryptu generała-gubernatora Warszawy nr 2167/5. Rozporządzenie to zezwalało grupie badaczy spotykać się w mieszkaniu prywatnym Wincentego Kina (zm. 1922). Była to filia, oddział Międzynarodowego Stowarzyszenia Badaczy Pisma Świętego, którego założycielem był Charles T. Russell. Wśród pierwszych przedstawicieli Towarzystwa Strażnica na Polskę byli W.S. Kołomyjski i Czesław Kasprzykowski. Gdy grupa Wincentego Kina przyjęła nauczanie Wolnych Badaczy Pisma Świętego Czesław Kasprzykowski zarejestrował na siebie Stowarzyszenie Badaczy Pisma Świętego – „Grupa II”, w której początkowo znalazły się zbory związane z Towarzystwem Strażnica. W 1925 roku, po wizycie przedstawiciela biura głównego w Stanach Zjednoczonych Wacława Wnorowskiego, Kasprzykowski został usunięty z grupy Badaczy Pisma Świętego związanej z Towarzystwem Strażnica.

### Okoliczności powstania SBPŚ
W latach 1927–1935 Kasprzykowski nawiązał kontakt z ruchem Laymen’s Home Missionary Movement działając jako przedstawiciel Paula S.L. Johnsona na Polskę. Używał w tym okresie zarejestrowanego przez siebie stowarzyszenia nadając mu nazwę Stowarzyszenie Badaczy Pisma Świętego – Grupa II „Epifania”. Po nieporozumieniach mających charakter finansowy i doktrynalny Kasprzykowski zerwał z „Epifanią” i w roku 1935 założył oddzielną grupę nazywaną „Stowarzyszenie Badaczy Pisma Świętego” pociągając za sobą część członków epifanicznych zborów w Bydgoszczy, Warszawie, Łodzi, Lublinie, Holendrach, Bereżcach i Pawłowie, oraz kilku czołowych działaczy LHMM. W Bydgoszczy powstał główny ośrodek Stowarzyszenia. Na zjeździe w dniach 28 i 29 czerwca 1936 w Warszawie przyjęto założenia swoich wierzeń.
Grupa ta, działała na podstawie zarejestrowanego Stowarzyszenia Badaczy Pisma Świętego – „Grupa II”. Współpracowała ona z powstałym w roku 1932 w Stanach Zjednoczonych odłamem Badaczy Pisma Świętego nazwanym „Dawn Bible Students Association” (Stowarzyszenie Badaczy Pisma Świętego – Brzask). W latach 1932–1983 wydawała ona w Detroit w Stanach Zjednoczonych swoje czasopismo, dwumiesięcznik „Brzask Nowej Ery” (od 1976 roku „Blask Nowego Wieku” – od stycznia 1932 do grudnia 1943 jako miesięcznik).

### Okres po II wojnie światowej
Po wojnie w 1950 roku na Zjeździe Delegatów Zborowych na siedzibę Stowarzyszenia oficjalnie zatwierdzono Bydgoszcz. Po śmierci Czesława Kasprzykowskiego została ona przeniesiona do Warszawy. Po Kasprzykowskim przewodniczącymi Stowarzyszenia byli Kazimierz Pasowski, Wacław Stachowicz, Ryszard Damijan i Lech Bieleń.
Zarządzeniem z dnia 28 maja 1951 roku Marian Mikołajczyk w zastępstwie Naczelnego Dyrektora Głównego Urzędu Kontroli Prasy Publikacyj i Widowisk cofnął debit pocztowy na sprowadzanie czasopisma „Brzask Nowej Ery” ze Stanów Zjednoczonych. W 1951 roku Stowarzyszenie Badaczy Pisma Świętego liczyło 773 członków. W 1986 ruch ten posiadał 6 domów modlitwy, 27 zborów, 50 starszych i diakonów oraz 436 wyznawców. Według danych opublikowanych w 2008 roku Stowarzyszenie posiadało 287 wyznawców, oraz 36 starszych i diakonów w 15 zborach, posiadało też 5 domów modlitwy.
Po II wojnie światowej nastąpiło uregulowanie stosunku prawnego Stowarzyszenia Badaczy Pisma Świętego na podstawie statutu zatwierdzonego 24 października 1960 roku decyzją Urzędu do Spraw Wyznań. Legalne funkcjonowanie grup powstałych w wyniku podziałów w ruchu Badaczy Pisma Świętego miało na celu osłabianie aktywnych i szybko rozwijających się w Polsce Świadków Jehowy, a także było obliczone na przejęcie części członków tego wyznania.
Stowarzyszenie Badaczy Pisma Świętego w Polsce wydawało w latach 1958–1990 czasopismo Świt Królestwa Bożego i Wtórej Obecności Jezusa Chrystusa. Początkowo był to miesięcznik, a od roku 1963 czasopismo ukazywało się jako dwumiesięcznik. W roku 1990 zmieniono tytuł na Biuletyn Stowarzyszenia Badaczy Pisma Świętego w Polsce. Po 1992 roku czasopismo to ma tytuł Nadzieja Królestwa i jest dwumiesięcznikiem wydawanym w nakładzie 180 egzemplarzy.
W latach 80. siedziba ruchu ponownie została przeniesiona do Bydgoszczy. Po wprowadzeniu stanu wojennego, w październiku 1982 roku podczas spotkania z min. Adamem Łopatką, kierownikiem Urzędu do Spraw Wyznań przewodniczący Zarządu Głównego Wacław Stachowicz z uznaniem odniósł się do idei Patriotycznego Ruchu Odrodzenia Narodowego oraz pozytywnie ocenił działania rządu.
22 stycznia 1990 Stowarzyszenie zostało wpisane do rejestru kościołów i innych związków wyznaniowych MSWiA w dziale A, pod numerem 3. Siedziba znajduje się przy ul. Hetmańskiej 20/7 w Bydgoszczy. Przewodniczącym Stowarzyszenia Badaczy Pisma Świętego jest Lech Bieleń.

### Przewodniczący Stowarzyszenia
- 1936–19? – Czesław Kasprzykowski (1886–1961)
- ? – Kazimierz Pasowski
- ? – Wacław Stachowicz
- ? – Ryszard Damijan
- od? – Lech Bieleń

## Związek Badaczy Biblii w RP
W 1982 roku na skutek nieporozumień wewnętrznych w Stowarzyszeniu Badaczy Pisma Świętego doszło do podziału. Wyłonił się z niego odłam z siedzibą we Wrocławiu przy ul. gen. Bora Komorowskiego 49 A, który przyjął nazwę „Związek Badaczy Biblii w RP”. Został on zarejestrowany w 1986 roku, lecz poza nazwą nie różnił się od Stowarzyszenia. W 1997 roku Związek Badaczy Biblii w RP powrócił do struktur Stowarzyszenia Badaczy Pisma Świętego.
Związek Badaczy Biblii został wpisany do rejestru kościołów i innych związków wyznaniowych MSWiA od 31 stycznia 1990 roku w dziale A, pod numerem 19. Przewodniczącym był Henryk Wróblewski.

## Wierzenia
Stowarzyszenie Badaczy Pisma Świętego stara się swoje wierzenia i sposób organizacji zborów wiernie opierać na naukach C.T. Russella przedstawionych w sześciu tomach „Wykładów Pisma Świętego” oraz artykułach z czasopisma „Strażnica” publikowanych do roku 1916.
Podstawą wiary Stowarzyszenia jest Pismo Święte – Biblia.
Członkowie Stowarzyszenia wierzą:
- w jednego Boga Wiekuistego, stworzyciela wszechrzeczy, któremu na imię jest Jehowa;
- w Jezusa Chrystusa, który złożył swoje życie jako okup za Adama, a w nim za cały rodzaj ludzki;
- w moc Ducha Świętego, jako niewidzialną siłę dającą spłodzenie lub oświecenie, które jest nieodzowne w przyjęciu Prawdy Bożej;
- że od 1874 r. Jezus jest obecny drugi raz na ziemi jako istota niewidzialna;
- w wybór Kościoła, w liczbie 144 000 osób powołanych, wypróbowanych na ziemi; mają oni stanowić Mistyczne Ciało, czyli Oblubienicę Chrystusową, osiągając naturę Boskiej, nieśmiertelnej natury;
- w ustanowienie Królestwa Bożego na ziemi i restytucyjną metodę naprawiania rodzaju ludzkiego, bez względu na rasę, język lub narodowość.

Najważniejszą doroczną uroczystością w Stowarzyszeniu jest Pamiątka Ostatniej Wieczerzy Jezusa Chrystusa oraz Jego Śmierci, obchodzona corocznie przy okazji Wielkanocy.

## Struktura organizacyjna
Stowarzyszenie Badaczy Pisma Świętego nie posiada zwierzchniej władzy ustawodawczej, wykonawczej i hierarchii duchownych. Nie ma podziału na duchownych i świeckich. Każdy ze zborów jest odrębną, autonomiczną jednostką, niezależną od centrali. Zarząd międzyzborowy pełni raczej rolę reprezentacyjną niż kierowniczą. Zbory same prowadzą działalność religijną, misyjną i duchową. Do usługi w zborach, wybierani są przez dane zbory starsi i diakoni. Stowarzyszenie cechuje pod względem zorganizowania kongregacjonalizm.

## Publikacje wydane przez Stowarzyszenie Badaczy Pisma Świętego
- książki
  - 'Człowiek grzechu’, czyli Antychryst Objawiony 1930;
  - Co Kaznodzieja Russell Odpowiadał Na Zadawane Jemu Liczne Pytania 1947, 1989;
  - Boski plan wieków I tom „Wykładów Pisma Świętego” (wznowienie publikacji wydanej przez Badaczy Pisma Świętego w 1886) 1955.
- czasopisma
  - Świt Królestwa Bożego i Wtórej Obecności Jezusa Chrystusa 1958–1990;
  - Biuletyn Stowarzyszenia Badaczy Pisma Świętego w Polsce 1990–1992;
  - Nadzieja Królestwa od 1992.
- broszury

## Statystyki

### Liczba członków ruchu w Polsce
Na przełomie lat 60. i 70. liczebność członków Stowarzyszenia przekraczała 800 osób. Od tego czasu następuje spadek liczby członków ruchu.
Dane na podstawie rocznika statystycznego GUS
- liczba członków ruchu (liczby nad słupkami na wykresie),
- liczba usługujących w zborach (ciemniejszym odcieniem, liczby na słupkach wykresu).

Wartości opisów na wykresie podano w jednościach: